# Al-Buraq, Syria
Al-Buraq (tiếng Ả Rập: البراق, cũng đánh vần Burak hoặc Braq) là một ngôi làng ở miền bắc Syria, một phần hành chính của Tỉnh Hama, nằm ở phía đông nam của Hama. Các địa phương lân cận bao gồm Ayyubiyah và Nisrin ở phía tây, Maarin al-Jabal ở phía tây bắc, Surayhin ở phía bắc, al-Jinan ở phía đông bắc, Taqsis ở phía đông nam và Tell Qartal ở phía nam. Theo Cục Thống kê Trung ương Syria, al-Buraq có dân số 3.235 trong cuộc điều tra dân số năm 2004.
Năm 1838 al-Buraq được phân loại là khirba ("ngôi làng đổ nát".)  Trong không ngừng cuộc nội chiến Syria, vào đầu tháng 2 năm 2013, một vụ đánh bom đã báo cáo tại một trạm xe buýt trong làng giết chết 54 người, tất cả thường dân làm việc tại một nhà máy cung cấp không gây tử vong quân sự gần đó. Không có nhóm nào nhận trách nhiệm về vụ tấn công.